# Ravna Dubrava
Ravna Dubrava (izvirno srbsko Равна Дубрава) je naselje v Srbiji, ki upravno spada pod Občino Gadžin Han; slednja pa je del Niškega upravnega okraja.

## Demografija
V naselju živi 414 polnoletnih prebivalcev, pri čemer je njihova povprečna starost 56,3 let (54,1 pri moških in 58,5 pri ženskah). Naselje ima 194 gospodinjstev, pri čemer je povprečno število članov na gospodinjstvo 2,32.
To naselje je, glede na rezultate popisa iz leta 2002, večinoma srbsko, a v času zadnjih treh popisov je opazno zmanjšanje števila prebivalcev.
|  |

| Demografija | Demografija     | Demografija     |
| Leto        | Št. prebivalcev | Št. prebivalcev |
| ----------- | --------------- | --------------- |
|             |                 |                 |
|             |                 |                 |
|             |                 |                 |
|             |                 |                 |
| 1948        | 1232            |                 |
| 1953        | 1228            |                 |
| 1961        | 1201            |                 |
| 1971        | 1039            |                 |
| 1981        | 884             |                 |
| 1991        | 727             | 625             |
| 2002        | 499             | 450             |
|             |                 |                 |

| Etnična sestava po popisu iz leta 2002 | Etnična sestava po popisu iz leta 2002 | Etnična sestava po popisu iz leta 2002 | Etnična sestava po popisu iz leta 2002 | Etnična sestava po popisu iz leta 2002 |
| -------------------------------------- | -------------------------------------- | -------------------------------------- | -------------------------------------- | -------------------------------------- |
| Srbi                                   | Srbi                                   |                                        | 449                                    | 99,77%                                 |
| Neznano                                | Neznano                                |                                        | 1                                      | 0,22%                                  |